# Tipula (Lunatipula) urania
Tipula (Lunatipula) urania is een tweevleugelige uit de familie langpootmuggen (Tipulidae). De soort komt voor in het Palearctisch gebied.